# Harry McNish
Vous lisez un « bon article » labellisé en 2007.
Pour les articles homonymes, voir McNish.
Harry McNish (de son vrai nom Henry McNish, souvent appelé Harry McNeish ou encore de son surnom Chippy) (11 septembre 1874 – 24 septembre 1930) était le charpentier de l'expédition Endurance de sir Ernest Shackleton en Antarctique (1914–1917). Il a été responsable de la plupart des travaux qui ont permis aux membres de l'expédition de survivre une fois le navire Endurance détruit par les glaces dans la mer de Weddell. Il a modifié le canot de sauvetage, le James Caird, ce qui a permis à Shackleton et cinq hommes (dont lui-même) de parcourir des centaines de milles pour aller chercher de l'aide afin de secourir le reste du groupe. Il est le seul homme du groupe à s'être opposé brièvement à suivre les ordres lors de la tentative de marche avec canots et traîneaux sur le pack et, malgré les efforts fournis et les souffrances endurées au cours de cette opération de survie, il fait partie des quatre membres de l'expédition à ne pas avoir reçu la Médaille polaire.
Après l'expédition, il est retourné travailler pour la marine marchande et a fini par émigrer en Nouvelle-Zélande, où il a travaillé sur les docks de Wellington jusqu'à ce que la maladie l'oblige à prendre sa retraite. Il est mort miséreux au Ohiro Benevolent Home de Wellington.

## Jeunesse
Harry "Chippy" McNish est né en 1874 dans l'ancien Lyons Lane près du site de la bibliothèque de Port Glasgow, dans le Renfrewshire en Écosse. Il fait partie d'une famille nombreuse, le troisième de onze enfants nés de l'union de John et Mary Jane (née Wade) McNish. Son père était cordonnier itinérant. McNish est foncièrement socialiste, membre de la United Free Church of Scotland (devenue plus tard la Church of Scotland) et il ne supporte pas d'entendre autour de lui un langage non châtié. Il se marie trois fois : en 1895 à Jessie Smith, morte en février 1898, en 1898 à Ellen Timothy, morte en décembre 1904, et finalement à Lizzie Littlejohn en 1907.
L'orthographe exacte de son nom est disputée. Il est souvent écrit McNish, comme dans le journal d'Alexander Macklin par exemple. L'orthographe MacNeish est commune, en particulier dans les comptes rendus d'expédition de Shackleton et de Frank Worsley ainsi que sur sa pierre tombale. Cependant, McNish est la forme que l'on retrouve le plus régulièrement et semble être celle qu'il faut retenir. Sur un exemplaire de la photographie de l'expédition signé de sa main sa signature est "H. MacNish", mais son orthographe est généralement idiosyncratique, comme dans le journal qu'il a tenu tout le temps qu'a duré l'expédition. Son surnom également est source d'interrogation. "Chippy" était le surnom traditionnel des charpentiers de marine, de même que sa forme abrégée "Chips".

## Expédition impériale trans-antarctique

### L’Endurance
Le but de l'Imperial Trans-Antarctic Expedition était d'effectuer la première traversée du continent Antarctique de part en part en passant par le pôle Sud. McNish semble avoir été attiré par l'annonce postée par Shackleton en vue du recrutement de membres pour son expédition (malgré les sérieux doutes qui entourent la parution réelle de cette annonce) :
« On demande des volontaires : pour un voyage dangereux. Peu rémunérateur, froid mordant, longs mois d'obscurité totale, danger permanent, chances de revenir vivant minces. Honneur et prestige assurés en cas de succès. »

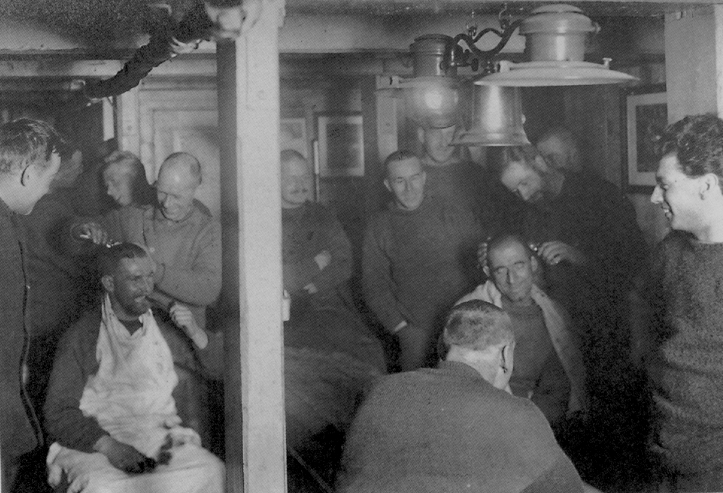
Coiffeur à bord l’Endurance. McNish est à gauche en train de couper les cheveux de Greenstreet.

McNish, à quarante ans, était un des plus vieux membres de l'équipage de l’Endurance; Shackleton était plus vieux que lui de sept mois. Il souffrait d'hémorroïdes et de rhumatismes dans les jambes, et était considéré comme un étrange personnage un peu grossier. Ses compétences de charpentier faisaient en revanche l'unanimité — Worsley, le capitaine de l’Endurance, en parle comme d'un fantastique charpentier de marine. Le fumeur de pipe écossais était cependant le seul homme du groupe en lequel Shackleton n'avait pas une parfaite confiance. Son accent écossais est décrit comme « aussi mordant qu'un câble métallique ».
Au cours du premier trajet qui les conduit à leur première escale de Buenos Aires, il est occupé à toutes sortes de tâches routinières. Il travaille sur le petit dériveur Nancy Endurance, fait une petite commode pour Shackleton, des clayettes à spécimen pour le biologiste Robert Clarke, des boîtes à instruments pour Leonard Hussey le météorologiste, et érige des panneaux de protection pour le barreur. Il construit un faux pont, du pont de poupe à la chambre des cartes, pour protéger le charbon supplémentaire qui a été embarqué. Il fait également office de coiffeur. À mesure que le bateau s'enfonce dans le pack de la mer de Weddell la navigation devient de plus en plus difficile. McNish construit alors un sémaphore en bois de six pieds de haut (environ 1,83 mètre) installé sur le pont pour permettre à l'officier de navigation de donner au barreur les directions à prendre, et construit aussi une sorte de cage afin de protéger l'hélice de la glace.
Quand le navire est pris au piège dans le pack le 19 janvier 1915, à ses tâches ordinaires s'ajoutent la construction d'abris improvisés, et une fois acquise la disparition prochaine du navire, la modification des traîneaux pour pouvoir les conduire sur la glace. Il met sur pied les quartiers où l'équipage prend désormais ses repas (surnommé « Le Ritz ») et des cabines où les hommes passent le temps et se reposent. Toutes ces cabines reçoivent un nom de baptême. McNish partage « Le repos du marin » avec Alfred Cheetham, le 3e officier. Assisté par d'autres membres du bord, il construit des niches sur le pont. Il érige sur la glace à proximité du navire emprisonné des cages de football dont les matchs opposants les « bâbordais » aux « tribordais » deviennent un rendez-vous quotidien attendu. Pour passer le temps le soir, McNish se joint à Frank Wild, Tom Crean, James McIlroy, Worsley et Shackleton pour jouer au poker dans le carré des officiers.
La pression de la glace contre la coque de l’Endurance commence à lui faire prendre l'eau. Pour éviter une inondation, McNish construit un coffrage colmaté avec des bandes taillées dans des couvertures, se tenant pendant des heures avec de l'eau jusqu'à la taille pour travailler. Il ne peut cependant pas empêcher la pression exercée par la glace d'écraser le bateau mais est assez expérimenté pour savoir quand s'arrêter dans ses efforts. Une fois le navire détruit, il est chargé de récupérer tout ce qui est entreposé dans « Le Ritz ». Il ne met que quelques heures à éventrer le pont et ramener une bonne quantité de provisions.

### Sur la banquise

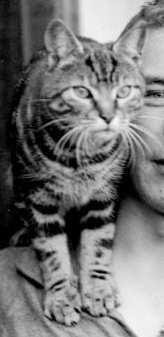
Le chat de McNish Mrs. Chippy qui fut abattu peu après la destruction du navire.

Au cours d'un de ses quarts de veille une nuit, alors que le groupe campe sur la glace, une petite partie de banquise se détache et il ne doit son salut qu'à l'intervention rapide des hommes du quart suivant qui le tirent à l'aide d'une corde assez près pour qu'il puisse sauter pour les rejoindre. Shackleton raconte que McNish mentionna l'évènement sereinement un jour plus tard alors que d'autres failles dans la glace étaient apparues. Mrs. Chippy, le chat que McNish avait amené à bord, est abattu le 30 octobre 1915, moins d'un mois avant la perte définitive de l’Endurance, parce qu'il est évident pour Shackleton qu'il ne peut pas survivre aux conditions rigoureuses de la banquise. McNish n'a apparemment jamais pardonné à ce dernier d'en avoir donné l'ordre.
McNish propose de bâtir une nouvelle embarcation avec l'épave du navire, mais sa proposition est rejetée, Shackleton ayant décidé de traîner les trois canots de sauvetage sur la glace jusqu'à trouver l'eau libre. McNish avait souffert du mal du pays avant même le début du voyage, et une fois le navire perdu sa frustration commence à croître. Il s'épanche dans son journal, visant tout particulièrement la façon de parler de ses camarades de tente :
« J'ai eu l'occasion de fréquenter toutes sortes d'hommes, sur des voiliers comme sur des vapeurs, mais jamais rien de comparable à certains de ces types de notre expédition terrestre, qui parlent comme des charretiers pour un oui ou pour un non, au point que c'en est insupportable. »
Peinant beaucoup au cours du halage des traîneaux sur la glace, McNish se rebelle un instant fin décembre 1915, refusant de prendre le relais au harnais et affirmant à Frank Worsley que depuis que l’Endurance est détruite l'équipage n'est plus dans l'obligation de suivre ses ordres. La façon dont Shackleton gère la rébellion varie selon les témoignages : certains rapportent qu'il a menacé d'abattre McNish pour mutinerie, d'autres qu'il a fait une lecture du règlement du navire, affirmant qu'il était clair que l'équipage était encore soumis à ses ordres tant qu'ils n'étaient pas rentrés à bon port. L'affirmation de McNish était en fait tout à fait correcte : l'obéissance due au chef (ainsi que la paye) n'est plus de mise une fois le bateau perdu, mais certains articles du règlement que l'équipage avait signé stipulaient, en manière de clause particulière, que l'équipage acceptait d'« accomplir tous les devoirs à bord, dans les canots, ou sur la côte tels que dictés par le maître et propriétaire ». En plus de cela, McNish n'avait vraiment pas d'autre choix que de se conformer à cette règle : il n'aurait pas pu survivre seul et ne pouvait pas continuer à suivre l'ensemble du groupe sans respecter les ordres. Finalement, Shackleton reconnaît que la tentative de traîner les canots est une erreur, et décide que la seule solution est d'attendre que le mouvement du pack vers le nord les conduise tout près de l'eau libre.
Quand les provisions commencent à se réduire, la faim des hommes augmente considérablement. McNish raconte qu'alors il fume à s'en rendre malade pour alléger la douleur causée par des crampes d'estomac, et bien qu'il soit très triste de voir abattre les chiens de traîneau, il est heureux d'en manger la viande :
« Leur chair est un régal. C'est extra pour nous en comparaison de tous ces repas à base de phoque. »
Quand le mouvement du pack les amène finalement à proximité des flots, Shackleton décide d'entreprendre à bord des trois canots, le James Caird, le Stancomb Wills et le Dudley Docker, la traversée jusqu'à l'île de l'Éléphant. McNish a préparé les canots du mieux qu'il a pu pour leur permettre d'affronter l'océan, en élevant leurs bords pour leur donner une meilleure tenue sur les flots, avec pour seuls instruments une scie, un marteau, un ciseau à bois et une herminette.

### Île de l'Éléphant etJames Caird
Au cours de la traversée vers l'île de l'Éléphant, McNish est à bord du James Caird avec Shackleton et Frank Wild. À l'approche de l'île, Wild, qui est à la barre depuis 24 heures d'affilée, est sur le point de s'évanouir, si bien que Shackleton ordonne à McNish de le relever. McNish n'est pas vraiment en meilleur état et, malgré les terribles conditions de navigation, s'endort au bout d'une demi-heure. Le bateau se balance sur les flots et une grosse vague vient le submerger. Cela suffit à l'éveiller, mais Shackleton, constatant son état d'épuisement, ordonne qu'il soit relevé.
Après avoir réussi à atteindre l'île de l'Éléphant, Shackleton prend la décision d'emmener une petite équipe essayer de rejoindre la Géorgie du sud, où il peut trouver de l'aide parmi les baleiniers présents sur place. McNish est appelé à rendre capable le James Caird de tenir la haute mer pendant un long voyage et est retenu dans l'équipe appelée à le manœuvrer, peut-être parce que Shackleton craint l'effet délétère qu'il pourrait avoir sur ceux qui restent. En ce qui le concerne, McNish semble heureux d'être du voyage. Il est circonspect sur les chances de survie d'hommes hivernants sur cette île :
« Il doit faire rarement beau sur cette île désolée... Je ne pense pas qu'il y aura beaucoup de survivants s'ils doivent passer l'hiver ici. »

Le voyage du James Caird : jusqu'à l'île de l'Éléphant en vert et jusqu'à la Géorgie du Sud en bleu.

McNish utilise le mât d'un des autres canots, le Stancomb Wills, pour renforcer la quille sur les 22 pieds (6,7 m) de long du petit bateau, afin qu'il puisse tenir la mer sur les 800 milles (1 480 km) à parcourir. Il le calfate avec un mélange de sang de phoque et de farine, et, en utilisant le bois et les clous des caisses et les glissières des traîneaux, il élabore un pont improvisé tendu de toile. Shackleton est inquiet que le bateau ne soit qu'un « décor de théâtre qui figure un mur de granit », en ayant seulement l'apparence de la robustesse. Il admet plus tard que ces aménagements leur ont seuls permis de survivre à la traversée. Au lancement du canot McNish et John Vincent sont jetés par-dessus bord par une mauvaise vague. Bien que trempés, les deux hommes ne sont pas blessés, et ils s'arrangent pour échanger des vêtements secs avec des camarades avant de mettre les voiles. La bonne humeur règne à bord et McNish note dans son journal à la date du 24 avril 1916 :
« Nous avons dit au revoir à nos compagnons et avons mis la voile pour 870 milles vers la Géorgie du Sud pour y trouver de l'aide… nous sommes en plein océan trempés mais heureux malgré tout. »
Cette bonne humeur ne dure pas : les conditions à bord de la petite embarcation sont terribles, les hommes étant perpétuellement trempés et gelés. McNish impressionne Shackleton par son endurance (bien plus que le plus jeune Vincent, qui s'effondre bientôt d'épuisement et de froid). Les six hommes sont répartis en deux quarts de quatre heures : trois hommes dirigent le bateau pendant que trois autres s'allongent sous le pont de toile en essayant de dormir. McNish partage un quart avec Shackleton et Crean. Tous les hommes se plaignent de leurs jambes et, au quatrième jour de la traversée, McNish s'assoit soudainement et enlève ses bottes, révélant des jambes et des pieds blancs et boursouflés, les premiers signes d'une atteinte de mal des tranchées. À la vue de l'état des pieds de McNish Shackleton ordonne à tous d'enlever leurs bottes.

### La Géorgie du sud
L'équipage du James Caird atteint la Géorgie du sud le 10 mai 1916, 17 jours après leur départ de l'île de l'Éléphant. Ils accostent à King Haakon Bay, du mauvais côté de l'île, mais c'est un soulagement pour chacun d'eux de mettre pied à terre. McNish écrit dans son journal :
« Je suis monté au-dessus de la plage et je me suis allongé dans l'herbe, ce qui m'a rappelé le bon vieux temps, quand j'étais chez moi et que je grimpais dans les collines pour contempler la mer. »
Ils trouvent des bébés albatros et des phoques pour se nourrir, mais en dépit du relatif confort offert par l'île en comparaison de l'espace étroit qui a été le leur dans le canot, ils doivent rapidement rejoindre l'autre côté de l'île à Husvik, une station baleinière, afin de chercher du secours pour leurs compagnons restés sur l'île de l'Éléphant. Il est évident que ni McNish ni Vincent ne peuvent entreprendre cette marche, si bien que Shackleton les laisse aux bons soins de Timothy McCarthy à l'abri sous le James Caird retourné, et entreprend avec Worsley et Crean de s'aventurer dans les montagnes. McNish prend des clous au James Caird et les attache aux semelles des bottes des trois hommes afin de leur permettre de bien accrocher dans la glace. Il bricole aussi une grossière luge avec du bois trouvé sur la plage, mais elle s'avère trop peu solide et pratique. Quand Shackleton et ses deux compagnons s'élancent le 19 mai 1916 à 2h du matin, McNish ne peut que les accompagner sur deux cents mètres avant de renoncer à aller plus avant avec eux. Il leur serre la main en leur souhaitant bonne chance puis rebrousse chemin sur l'ordre de Shackleton. Il met McNish à la tête de ceux qui restent et lui ordonne par écrit d'attendre du secours, et que, dans l'hypothèse où personne ne serait venu avant la fin de l'hiver, de tenter de naviguer jusqu'à la côte est de l'île. Une fois la petite équipe de Shackleton parvenue de l'autre côté des montagnes à Stromness, il envoie Worsley sur un baleinier, le Samson, pour aller récupérer McNish et ses deux autres compagnons. Après avoir vu le très émacié et affaibli McNish à son arrivée à la station baleinière, Shackleton écrit qu'il a le sentiment de l'avoir secouru juste à temps.

## Médaille polaire
Quelle que soit la véracité de la rébellion de McNish sur la glace, ni Worsley ni McNish ne la mentionnent dans leurs écrits. Shackleton lui-même n'en dit mot dans South, le compte rendu de l'expédition qu'il publie pour la première fois en 1919, et n'évoque qu'en passant dans son journal : 
« Tout le monde travaille bien à l'exception du charpentier. Je n'oublierai jamais son attitude en ces moments de tension et de difficulté. »
 Shackleton reste cependant impressionné par la démonstration de vaillance et de résistance du charpentier. Le nom de McNish n'est toutefois pas proposé à l'obtention de la Médaille polaire dans la lettre de recommandation que Shackleton écrit à son retour en Angleterre. Alexander Macklin, quand il apprend la nouvelle, trouve cela injustifié :
« De tous les hommes de notre expédition, aucun n'était plus digne de reconnaissance que le vieux charpentier. Ce n'était pas seulement un excellent charpentier, mais aussi un marin expérimenté (...) et ses efforts pour sauver l’Endurance broyé par les glaces, plongé pendant des heures dans une eau glacée, méritent les plus grands éloges (...) je considère comme une grave injustice que McNish ait été frustré de la Médaille polaire (...) »
Macklin pense que Shackleton peut avoir été influencé dans sa décision par Worsley qui n'appréciait guère McNish, ce que ce dernier lui rendait bien. Des membres du Scott Polar Research Institute, de la New Zealand Antarctic Society et Caroline Alexander, auteure d'un livre sur l'expédition, ont critiqué l'attitude de Shackleton en cette affaire, et animent une campagne visant à faire obtenir cette médaille à McNish à titre posthume.

## Vieillesse et souvenirs

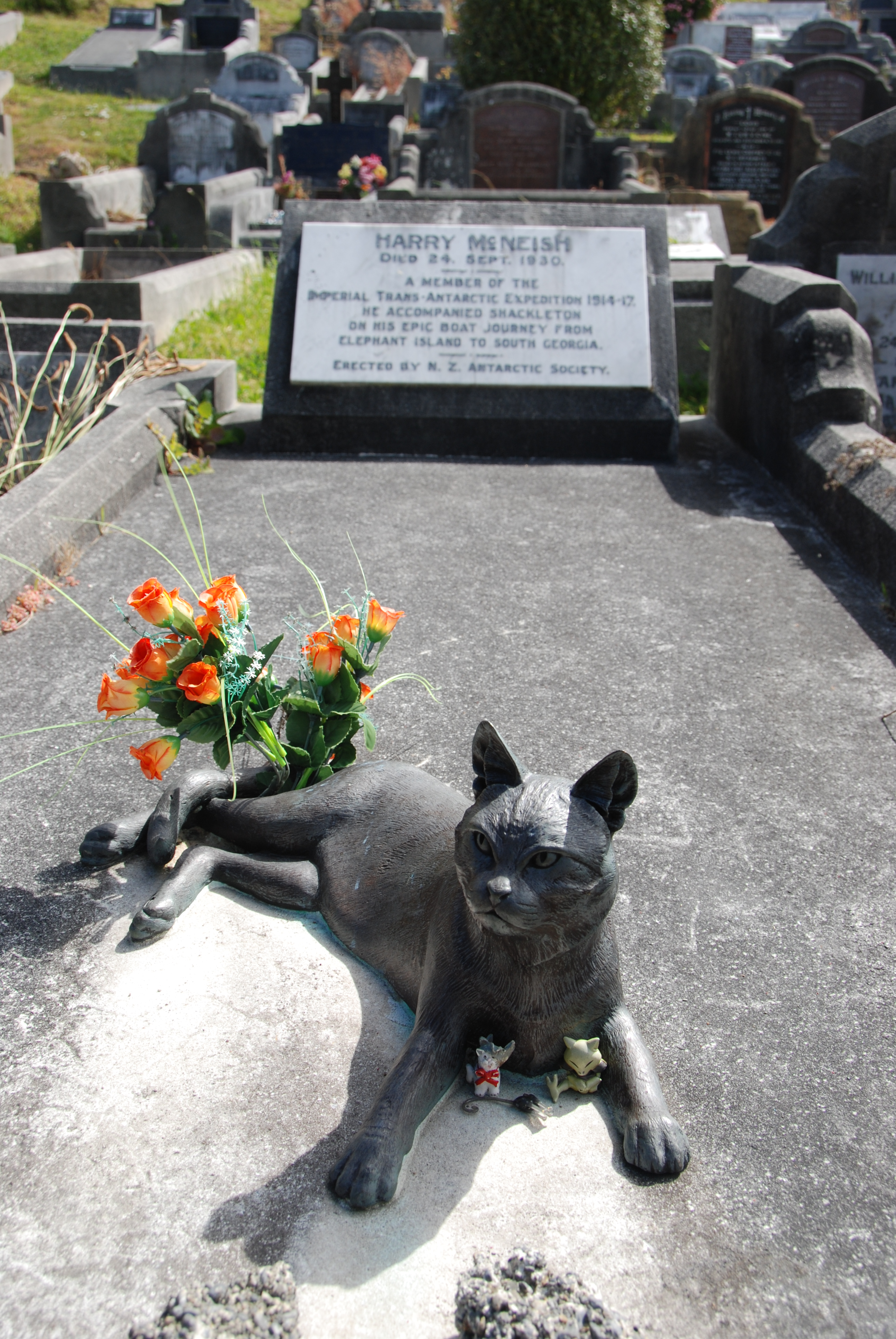
Tombe de Harry McNish.

Au retour de l'expédition McNish continue de travailler pour la marine marchande sur différents navires. Il se plaint souvent de douleurs dans les os dues aux conditions de la traversée à bord du James Caird; on rapporte qu'il refusait parfois de serrer des mains à cause de la douleur. Il divorce de Lizzie Littlejohn le 2 mars 1918, date à laquelle il a déjà fait la connaissance sa nouvelle compagne, Agnès Martindale. McNish a un fils prénommé Tom et Martindale une fille prénommée Nancy. Bien qu'elle apparaisse souvent dans le journal de McNish, il semble bien qu'il n'en soit pas le père. Il passe 23 ans au total dans la marine au cours de sa vie, mais finit par trouver un emploi stable à la New Zealand Shipping Company. Après avoir voyagé cinq fois en Nouvelle-Zélande, il finit par y déménager en 1925, laissant derrière lui sa femme et ses outils de charpentier. Il est employé sur le front de mer à Wellington jusqu'à ce qu'il ne puisse plus être en mesure de travailler après une blessure. Démuni, il dort dans une cabane sur le quai sous une bâche et subsiste grâce aux collectes organisées tous les mois par les dockers. On lui trouve une place au Ohiro Benevolent Home, mais son état de santé continue de se dégrader et il finit par mourir le 24 septembre 1930 à l'hôpital de Wellington. Il est enterré au cimetière de Karori à Wellington, le 26 septembre 1930, avec les honneurs maritimes. Le HMS Dunedin, qui se trouve dans le port à ce moment-là, fournit douze hommes pour les coups de fusil et huit porteurs. Toutefois, sa tombe est demeurée pendant près de trente ans anonyme. La New Zealand Antarctic Society (NZAC) fait ériger une pierre tombale le 10 mai 1959.
En 2001, on rapporte que la tombe n'est pas entretenue et qu'elle est envahie de mauvaises herbes, mais en 2004 la tombe est nettoyée et une statue grandeur nature du chat de McNish, Mrs. Chippy, est placée dessus par la NZAC. Son petit-fils, Tom, aime à penser que cet hommage lui aurait fait bien plus plaisir que de recevoir la Médaille polaire.
En 1958 la mission antarctique britannique donne le nom de McNeish Island, en son honneur, à une île qui se situe au sud de la Géorgie du Sud. L'île est rebaptisée McNish Island (île McNish) en 1998 quand son certificat de naissance est apporté au comité de nommage des propriétés antarctiques du Royaume-Uni.
Le 18 octobre 2006, une petite plaque commémorative ovale est inaugurée en honneur de tout ce qu'il a accompli à la bibliothèque de Port Glasgow. Un peu plus tôt la même année il est le sujet d'une exposition au musée McLean à Greenock.